# Jonáš Záborský
Jonáš Záborský (Záborie, 3 febbraio 1812 – Župčany, 23 gennaio 1876) è stato uno scrittore, poeta, storico, giornalista, teologo e insegnante slovacco.
Fu pastore protestante e poi presbitero cattolico.

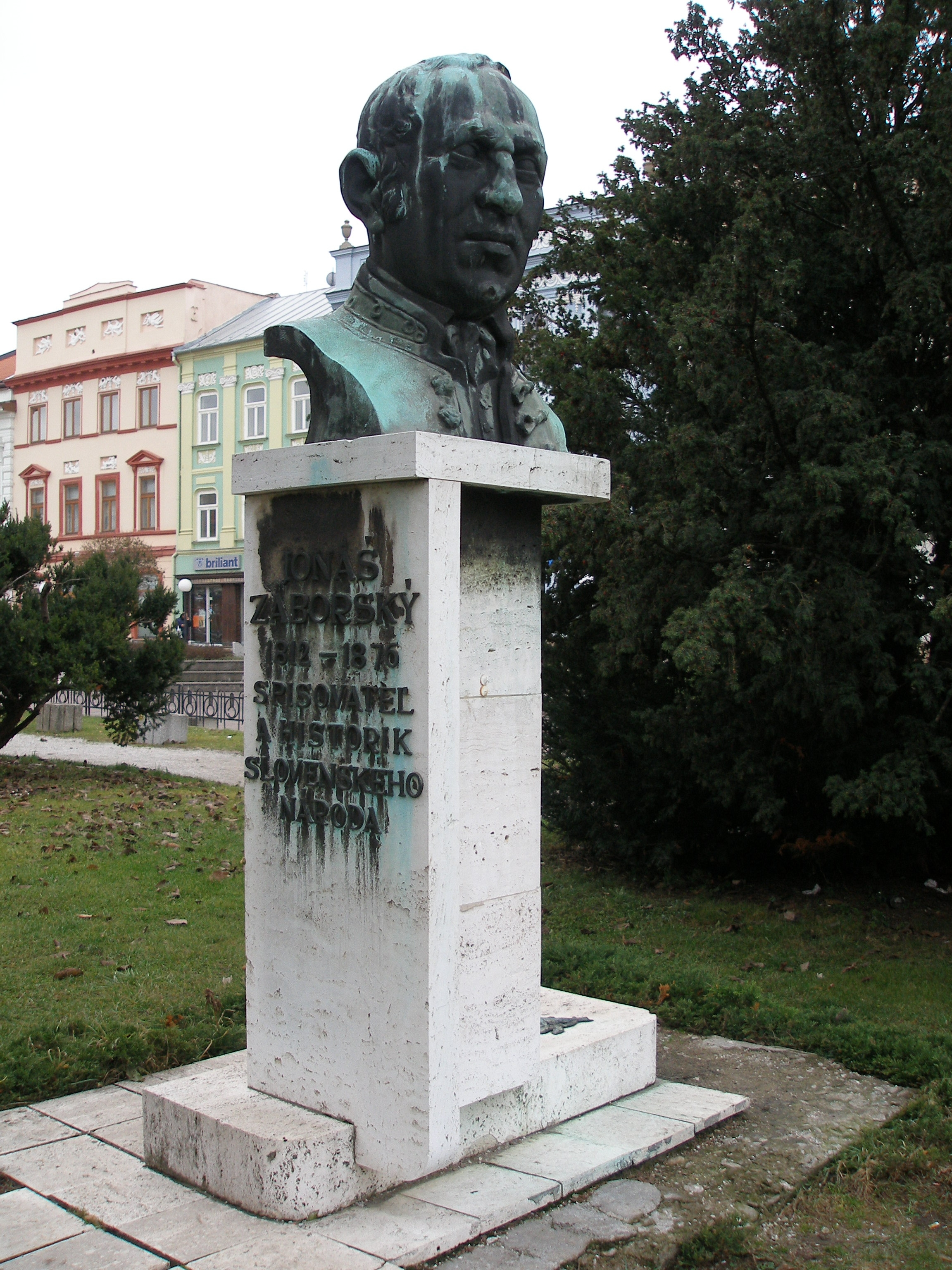
Busto a Prešov

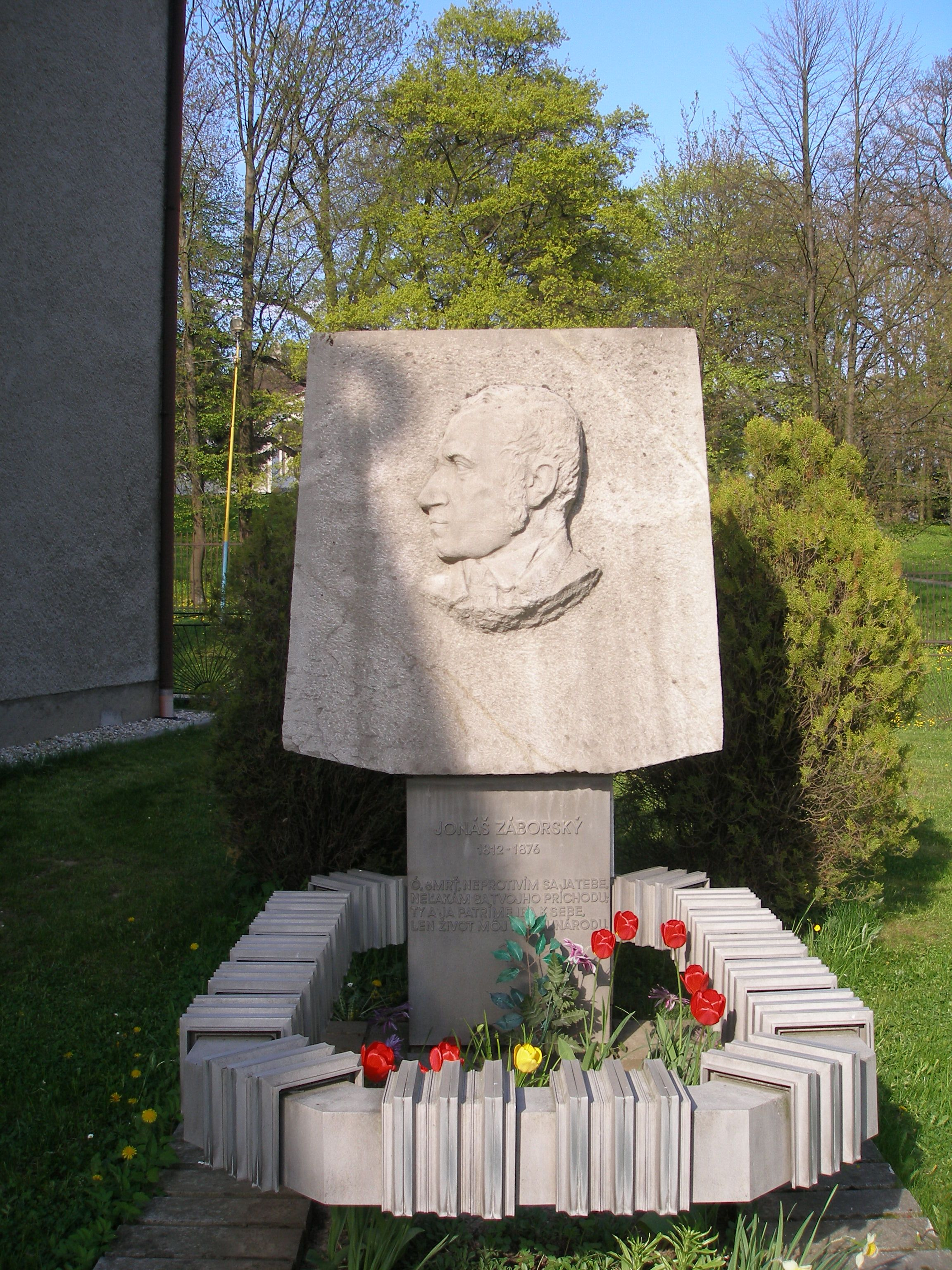
Monumento a Župčany

## Biografia
Discendeva dalla nobile famiglia Záborský zo Záboria. Frequentò la scuola elementare a Záborie, Turčianske Jaseno e Záturčie fra il 1818 e il 1821, nel 1821 si iscrisse al ginnasio di Necpaly, nel 1823 proseguì al liceo di Gemer, fra il 1829 e il 1832 frequentò il liceo evangelico di Kežmarok e terminò i suoi studi nel 1834 al collegio teologico evangelico di Prešov.
Prestò il suo ministero di cappellano evangelico a Pozdišovce, fra il 1839 e il 1840 studiò all'università di Halle, nel 1840 fu per breve tempo cappellano presso Michal Miloslav Hodža a Liptovský Mikuláš, ma verso la fine dell'anno ottenne il posto di parroco di Rankovce. Dopo l'incendio della chiesa e della casa parrocchiale si convertì alla Chiesa cattolica e nel 1843 fu ordinato presbitero cattolico.
Fu in polemica con Ľudovít Štúr e con la sua codificazione della lingua slovacca letteraria; si oppose anche al suo programma nazionale che considerava irrealizzabile. Fra il 1843 e il 1850 fu cappellano di lingua tedesca a Košice. Nel 1848 fu imprigionato perché fautore delle Petizioni del popolo slovacco (Žiadosti slovenského národa). Nel 1850 ottenne il posto di professore di greco alla facoltà di giurisprudenza di Košice e dal 1850 al 1853 fu anche redattore del giornale Slovenské noviny di Vienna. Dopo i conflitti con la censura imposta da Alexander von Bach nel 1853 divenne parroco di Župčany. Infine accolse favorevolmente la nuova codificazione della lingua slovacca e si dedicò soprattutto all'attività letteraria. Trascorse gli ultimi anni della sua vita in solitudine, bollato come "peccatore nazionale", amareggiato, in contraddizione con sé stesso e con il mondo.

## Attività letteraria
Fu autore di poesie neoclassiche (Žehry), prose satiriche (Panslavistický farár, Faustiáda, Chruňo a Mandragora, Frndolína), prose umoristiche e didattiche (Dva dni v Chujave), trattati storici (Buld, Svätoplukova zrada) e tragedie (Lžedimitrijády). Compose l'ampio saggio storico Dejiny kráľovstva uhorského od počiatku do časov Žigmundových ("Storia del regno d'Ungheria dal principio fino al tempo dei Sigismondi"). I temi principali della sua opera sono i fatti storici e gli elementi autobiografici. Divenne un analista, un commentatore e un critico dell'illusione sulla vita del romanticismo. In seguito alla chiusura forzata delle istituzioni nazionali slovacche decretata dal governo nel 1875 inviò i suoi manoscritti alla Matice česká, che in seguito donò i manoscritti di Záborský alla Matica slovenská. Ora sono conservati alla Biblioteca nazionale slovacca di Martin, tranne il manoscritto autografo originale di Dejiny kráľovstva uhorského od počiatku do časov Žigmundových, che è rimasto nell'archivio della biblioteca del Museo nazionale di Praga.

### Opere

#### Poesia
- 1830, 1840, 1866 - Bájky slovenské. Jonáša Záborského. ("Favole slovacche di Jonáš Záborský") (raccolta di fiabe slovacche e tradotte: prima parte - 142 fiabe, seconda parte - aneddoti e allegorie, 61 fiabe, terza parte - traduzioni dal greco e dal polacco, 38 fiabe)
- 1836 - Na Slowáků (poesia celebrativa - pubblicata sull'almanacco Zora)
- 1851 – Žehry. Básně a dvě řeči. ("Epigrammi. Poesie e due racconti")
- Básne lyrické. (fra cui Predupomenutie; Porady biskupské r. 1850; Šuhajdovi; Únos Lumíra; Pospev; Snadnosť i nesnadnosť slovenského spisovateľstva; Sedliacky marš, pri ktorom sa sedliaci zmužile tackajú do novej poroby; Madarčenie mien; Jozefovi Viktorínovi; Slovákom na rozlučnú I. - III.)
- 1861 - Kalendár drotára Fedora. Na rok ktorýkoľvek od narodzenia Antikrista, vynalezenia pálenky a národnej aristokratie, platný pre celé neobmedzené Slovensko, s podobizňou pôvodcovou. ("Calendario del pentolaio Fedor. Nell'anno qualunque dalla nascita dell'Anticristo, dall'invenzione del liquore e dell'aristocrazia nazionale, valevole per tutta la Slovacchia senza limiti, con ritratto genuino")
- 1868, 1872 – Žihadlice.
- 1864-1869 – Kniha Džefr. Kde prorok Ali napísal hieroglyfami o všetkom, čo nemá byť až do skonania sveta. Preložil verne z arabštiny Jonáš Záborský, majiteľ opravdivého kríža, spoluúd mnohých neučených spoločností, a národní hriešnik. ("Libro di Gefr. Dove il profeta Alì scrisse in geroglifici su tutto ciò che non accadrà fino alla fine del mondo. Tradusse fedelmente dell'arabo Jonáš Záborský, possessore della vera croce, membro di molte società per l'ignoranza e peccatore nazionale")
- Listy z Kocúrkova. Vydanie tretie, lenže prvé a druhé ešte nevyšlo, sdeluje Jonáš Záborský. ("Lettere da Kocúrkov. Terza edizione, anche se la prima e la seconda non sono ancora uscite, autore Jonáš Záborský")
- 1866 - Násmešné listy. ("Lettere buffe")
- 1864-1869 - Násmešné rozmluvy. K obveseleniu všetkých, ktorí to čítať nebudú. ("Dialoghi buffi. Per rallegrare tutti coloro che non li leggeranno.")
- 1866-1869 - Násmešné telegramy. ("Telegrammi buffi")
- 1868 - Pohrobné dodatky Jonáša Záborského. ("Supplementi funebri di Jonáš Záborský")
- 1871 - Vstúpenie Krista do Rája ("L'ingresso di Cristo in Paradiso") poesia epico-religiosa

#### Prosa
- 1866 - Šofránkovci. Násmešná rozprávka.
- 1866, 1912 - Faustiáda. Fantastická hrdinská báseň. Vydanie tretie, lenže prvé a druhé ešte nevyšlo. ("Faustiade. Poesia fantastica eroica. Terza edizione, anche se la prima e la seconda non sono ancora uscite")
- 1866 - O siedmich vodcoch maďarských. ("I sette capi ungheresi") (titolo originale: Kronika bezmenného notára Bolerázského. Z latinského preložil a v typografii pekelnej vydal, k užitku uhorských škôl a vzdelaniu slovenskej mládeže, knieža diabolské Belzebub. Dielo to teraz už veľmi riedke. Unicum z neho nachádza sa u drotára Fedora. "Cronaca dell'anonimo notaio Bolerázský. Tradotto dal latino e stampato in bella in tipografia, per profitto delle scuole del regno d'Ungheria e istruzione della gioventù slovacca, dal principe diabolico Belzebù. Opera già molto annacquata. L'unica copia si trova presso il pentolaio Fedor")
- 1870 - Panslavistický farár. Rozprávka politická. ("Il prete panslavista. Fiaba politica") (titolo originale: Snemovný kandidát "Il candidato alla Dieta")
- 1864 - Chruňo a Mandragora. Fantastická rozprávka. ("Chruňo e Mandragora. Fiaba fantastica") (titolo originale: Chruňo. Veľmi pekný a vzdelavatedlný román od drotára Fedora. "Chruňo. Romanzo molto bello e istruttivo del pentolaio Fedor")
- 1866, 1912 - Frndolína. Obrázok rodinného života. (titolo originale: Pompézňa)
- 1871, 1894 - Mazepova láska. Historická poviedka z liet 1707 - 1709. ("Amore di Mazeppa. Racconto storico degli anni 1707-1709")
- 1869 - Svatoplukova zrada ("Il tradimento di Svatopluk")
- 1894 - Smrť Jánošíkova. Pospolitá povesť. ("La morte di Jánošík. Racconto collettivo")
- 1873 - Dva dni v Chujave. Novoveká povesť. ("Due giorni a Chujava. Racconto dei tempi nuovi")
- 1863, 1866 - Básnici. ("I poeti") (titolo originale: Rozmluva o básnictv "Dialogo sulla poesia")
- 1870 - Hlovík medzi zbúreným ľudom. Udalosť skutočná.
- 1864 - Kulifaj. Rozprávka ...(nečitateľné)
- 1866, 1914 - Nálezca pokladu. Skutočná udalosť (titolo originale: Dukát)
- 1864 - Mroč. Rozprávka z bojov slovenských
- 1866 - Borzajovci. Obrázok z rodinného života (titolo originale: Strýčok)
- 1866 - Jurát. Rozprávka novoveká od J. Záborského ("Il giurista. Racconto dei tempi nuovi")
- 1871 - Mrzutá. Obrázok z rodinného života (titolo originale: Morga)
- 1866 - Buld. Rozprávka z historickým úzadiem (titolo originale: Spoveď)
- 1866 - Rozmluva filozofická o svete ("Dialogo filosofico sul mondo")

#### Teatro
- 1864 - Arpádovci, tragedia storica in 4 atti.
- 1865 - Poslednie dni Veľkej Moravy, tragedia storica in 5 atti.
- 1865 - Bitka u Rosanoviec, tragedia storica in 6 atti.
- 1865 - Felicián Sáh, tragedia storica in 3 atti.
- 1865 - Karol Dračský, tragedia storica in 4 atti.
- 1865 - Alžbeta Ludiekovna, tragedia storica in 3 atti.
- 1866 - Huňadovci, tragedia storica in 3 atti.
- 1866 - Dóža, tragedia in 5 atti.
- 1866 - Utišenič. (Martinuzzi), tragedia in 5 atti.
- 1866 - Bátoryčka, tragedia in 2 atti.
- 1866 - Jánošíkova večera, in 4 atti
- 1864 - Odboj zadunajských Slovákov, tragedia storica in 6 atti.
- 1866 - Striga, commedia buffa con elementi storici in 3 atti.
- 1866 - Holub, tragedia in 2 atti.
- 1866 - Chorvátska Helena, tragedia in 5 atti.
- 1866 - Ztroskotanie Srbska, tragedia in 3 atti.
- 1866 - Ďorde Čierny, tragedia in 6 atti.
- 1866 - Ubitie Dimitrija, preludio in 6 atti.
- 1866 - Ocarenie Godunova, preludio in 4 atti.
- 1866 - Lžedimitrij v Poľsku, preludio in 6 atti.
- 1866 - Pád Godunových, tragedia in 5 atti.
- 1866 - Prvý Lžedimitrij, tragedia in 6 atti.
- 1866 - Druhý Lžedimitrij, tragedia in 6 atti.
- 1866 - Tretí Lžedimitrij, tragedia in 6 atti.
- 1866 - Liapunovci, tragedia in 5 atti.
- 1866 - Poslední zločinci, tragedia in 6 atti.
- 1866 - Najdúch, commedia in 5 atti.
- 1866 - Bohatý okradač, farsa in 2 atti.
- 1866 - Cudzoložník, farsa in 3 atti.
- 1866 - Pytač, farsa in unico atto.
- 1866 - Korheľ a ožran, farsa in 5 atti.
- 1866 - Betlehem. Podomná hra dedinskej mládeže na vianoce, na základu výtvoru pospolitého slobodne predelaná s úmyslom, odstraniť obyčajné pri tom necudnosti, a jalovým žartom podstrčiť dačo rozumnejšieho a praktičnejšieho.
- 1867-1869 - Pansláv, farsa in 3 atti.
- Pomsta za pomstu, commedia in 5 atti.

#### Trattati storici e pubblicistici
- 1851 - V otázce časoměru ("Sulla questione della misurazione del tempo")
- 1875 - Dejiny kráľovstva uhorského od počiatku do časov Žigmundových. ("Storia del regno d'Ungheria dal principio fino al tempo dei Sigismondi")

#### Opere religiose
- 1853 - Múdrosť života ve chrámových řečech pro všecky roku cirkevního príležitosti.
- 1857 - Chrámové reči a kázne od Jonáša Záborského. Nič nestoja. (Svetlo evangeliuma.)
- 1871 - Kázne na všetky nedele a sviatky.
- 1851 - K Slovákom! Reč na deviatu nedeľu po sv. Duchu. "Uzrevší mesto, plakal nad ním." Luk. 19, 41. Ku vzbudeniu všetkých spiacich a zavedených Slovákov r. 1851 vydal po česky Jonáš Záborský, farár Župčiansky.
- 1848 - O náležitom užívaní času. Kázeň na nový rok.
- 1848 - O všeobecnom a zvláštnom rídení božom. Kázeň na štvrtú nedeľu pôstnu.
- 1851 - O podporovaní a užívaní škôl. Kázeň na deviatu nedeľu po sv. Duchu.
- 1851 - Čtyri veky.
- 1853 - Reč na deň sv. Trojice o bytnosti Boha.
- Ku knězúm pri společné nábožnosti. "Z konferencí Massillonových, s něktorými vlastními úvahami, všecko nezrízené a nesličné."
- Promptuarium Theologicum.

#### Opere autobiografiche
- 1869 - Výjavy z mojeho života ("Scene della mia vita")
- 1869 - Vlastný životopis. "O rodine pre rodinu." ("Autobiografia. Sulla famiglia per la famiglia")
- 1872 - Rodine v Záborí
- 1864 - Zemiansky list rodiny Záborských ("Patente di nobiltà della famiglia Záborský")
- Poznamenání rozličná. ("Osservazioni varie") (frammento)